# یائیر ناوه
یائیر ناوه (انگلیسی: Yair Naveh؛ زادهٔ ۵ سپتامبر ۱۹۵۷) سرلشکر بازنشسته نیروهای دفاعی اسرائیل است، که در فاصله سال‌های ۲۰۱۰ تا ۲۰۱۳ به‌عنوان جانشین رئیس ستاد کل نیروهای دفاعی اسرائیل فعالیت می‌کرد.
ناوه فعالیت نظامی را از سال ۱۹۷۵ در نیروی زمینی اسرائیل آغاز کرد، از ۱۹۹۱ تا ۱۹۹۴ فرماندهی تیپ ۱ گولانی را برعهده داشت، از ۱۹۹۴ تا ۱۹۹۶ معاون ایمنی نیروی زمینی اسرائیل بود و در فاصله سال‌های ۱۹۹۶ تا ۱۹۹۹ به‌عنوان فرمانده سپاه پیاده اسرائیل فعالیت می‌کرد.
وی از ۱۹۹۹ تا ۲۰۰۱ فرمانده لشکر ۱۴۳ غزه بود، از ۲۰۰۱ تا ۲۰۰۳ به‌عنوان فرمانده نیروی زمینی اسرائیل فعالیت می‌کرد، از ۲۰۰۳ تا ۲۰۰۵ فرماندهی جبهه داخلی اسرائیل را برعهده داشت و از ۲۰۰۵ تا ۲۰۰۷ فرمانده ستاد فرماندهی مرکزی اسرائیل بود.